# Kreuzhof (München)

Kreuzhof, Häuser an der Würmseestraße

Kreuzhof ist eine Wohnsiedlung in München.

## Lage
Die Siedlung liegt im Südwesten Münchens im Stadtbezirk 19 Thalkirchen-Obersendling-Forstenried-Fürstenried-Solln in dem Straßenviereck Forstenrieder Allee – Boschetsrieder Straße – Drygalski-Allee und Züricher Straße. Sie ist Bestandteil des Münchner Stadtteils Fürstenried. Im Grundbuch Münchens ist Kreuzhof unter der Gemarkung Forstenried erfasst.
An der Nordspitze der Siedlung liegt die Anschlussstelle Kreuzhof der Bundesautobahn 95. Jenseits der Forstenrieder Allee liegt die Siedlung Fürstenried Ost, jenseits der Drygalski-Allee der Stadtteil Obersendling und jenseits der Züricher Straße der Stadtteil Forstenried.

## Geschichte
Im Norden der ehemaligen Gemeinde Forstenried lag ungefähr an der Stelle, an der die Forstenrieder Straße nach Süden abknickte (am heutigen Beginn der Forstenrieder Allee) ein Kreuzhof genannter Bauernhof mit der Gastwirtschaft Zum Kreuzhof. Das Gasthaus wurde 1875 von einem Gastwirt aus Forstenried errichtet. Ab 1907 entstand angrenzend an Bauernhof und Gasthaus eine Wohnsiedlung. 1912 wurde sie mit der ganzen Gemeinde Forstenried nach München eingemeindet. 1963 wurde das alte Gasthaus zum Bau der Autobahn-Anschlussstelle abgerissen.

## Beschreibung
Kreuzhof ist geprägt von ein- bis zweigeschossigen Ein- und Mehrfamilienhäusern, die von Gärten umgeben sind. Am Nordende steht ein bis zu neun Stockwerke hoher sternförmiger Wohnblock mit einem zentralen Turm und drei stufenförmigen Flügeln. Im Osten liegt das ehemalige Gebäude des Thomas-Mann-Gymnasiums an der Ecke Boschetsrieder Straße / Drygalski-Allee.
Die zentrale Straße der Siedlung ist die Würmseestraße. Sie ist etwa 650 Meter lang und durchzieht die ganze Siedlung von Nord nach Süd. Sie hat zwei Fahrbahnen, die durch eine etwa 10 Meter breite Grünanlage voneinander getrennt sind. Eine weitere Grünanlage ist der Würmseeplatz, wo es auch einen Kinderspielplatz gibt. Die meisten Straßen der Siedlung westlich der Würmseestraße sind nach Orten in der Umgebung des ursprünglich Würmsee genannten Starnberger Sees benannt, viele Straßen östlich der Würmseestraße nach Orten aus dem Banat.

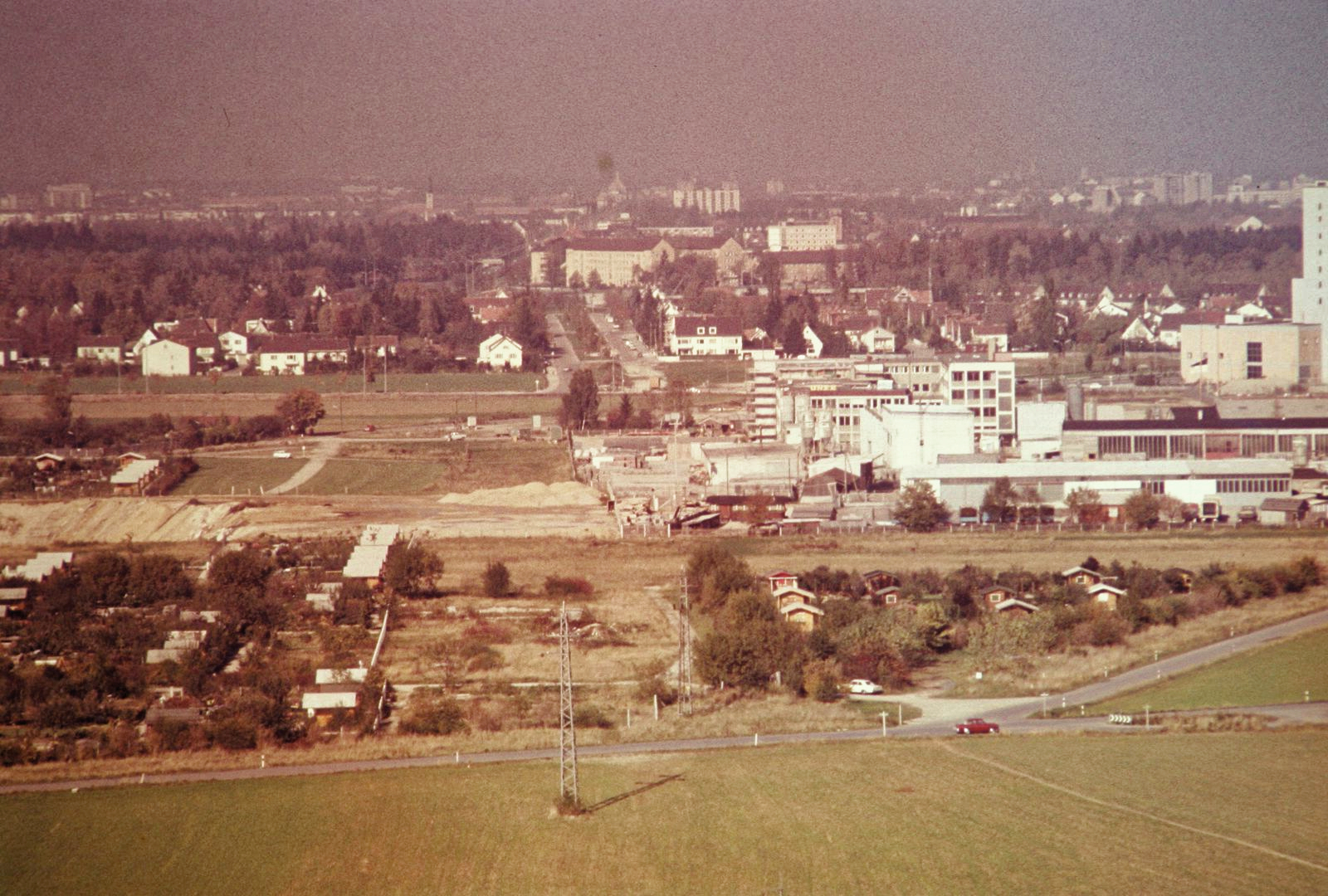
Blick vom DEBA-Hochhaus um 1970
Häuser an der Forstenrieder Allee
Moderner Wohnblock 'Kreuzhof'
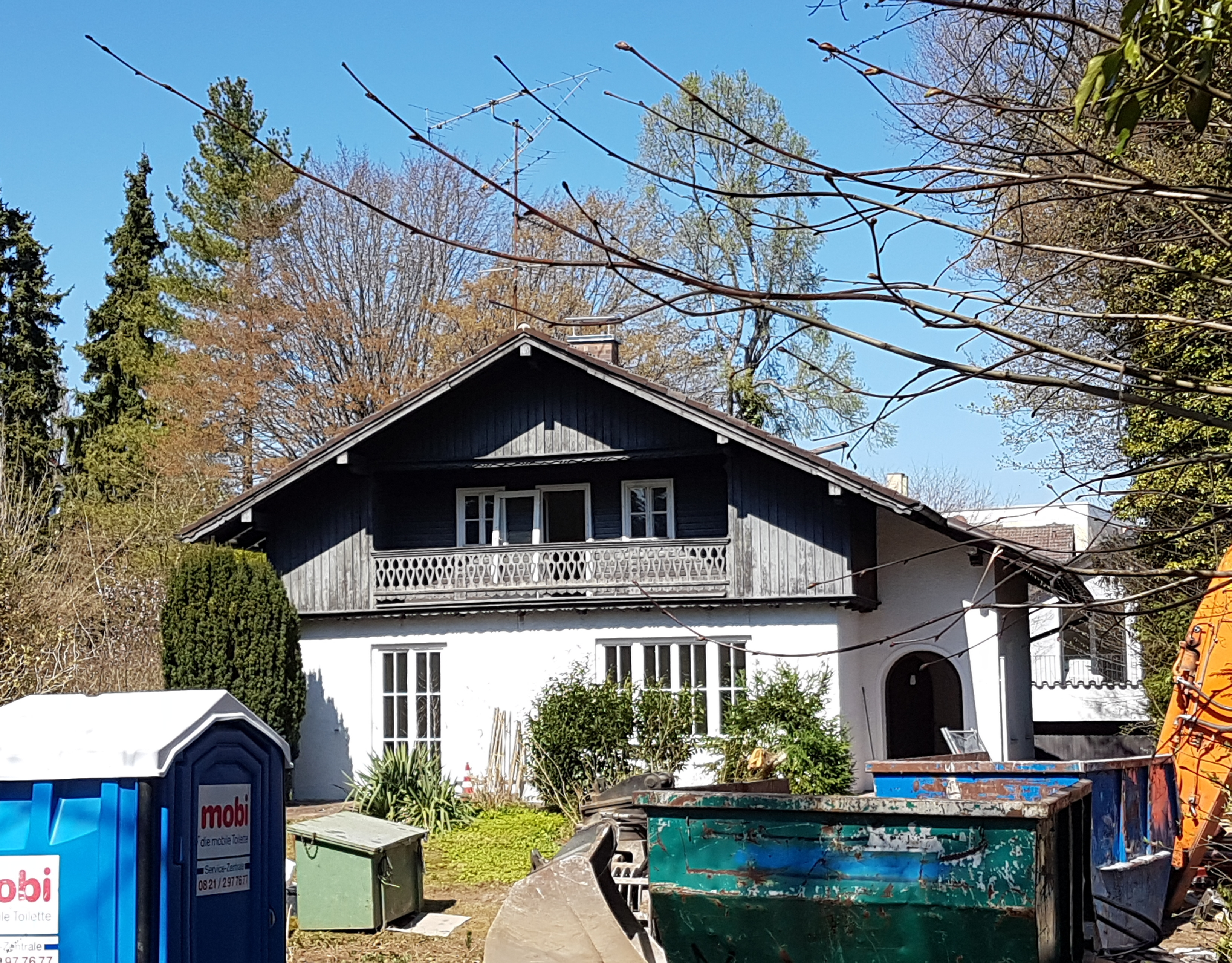
Mittlerweile abgerissenes Haus Possenhofener Straße 28